# 英格蘭足總會員盃
英格蘭足總會員盃（Full Members Cup）是英格蘭由1985年至1992年舉行的一項足球錦標賽，不同年份的冠名贊助而分別稱為“施摩盃”（Simod Cup）《1987-89年》及“顶峰信息盃”（Zenith Data Systems Cup，簡稱ZDS Cup）《1989-92》。這項錦標賽是為補償英格蘭球隊在希素球場慘劇（Heysel Stadium disaster）發生後被禁止參加歐洲比賽而設立，只供當時的甲組及乙組球隊參加。但並不受到球隊及球員以及球迷的重視，當1990年英格蘭球隊重新獲准參加歐洲比賽及顶峰信息的贊助合約屆滿，這項只舉辦了七年的錦標賽亦宣佈落幕。在同時展開的另一項只供獲得參加歐洲比賽資格球隊參賽，名為英格蘭超級杯的錦標賽更只舉辦了一屆便停止。

## 歷屆冠軍
- 1986年 -
- 1987年 -
- 1988年 - 雷丁
- 1989年 -
- 1990年 -
- 1991年 - 水晶宮
- 1992年 -